# Buty wspinaczkowe

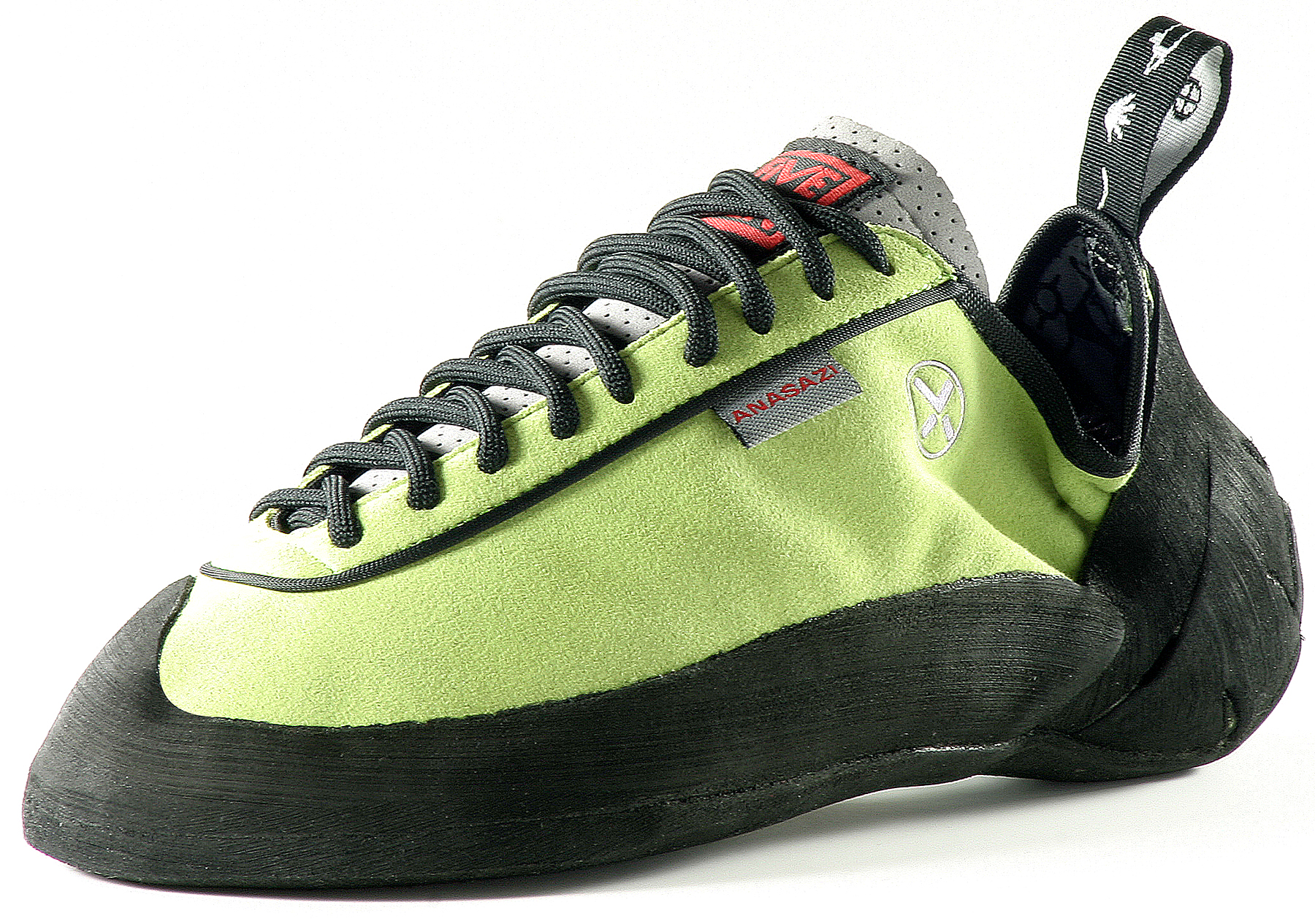
But wspinaczkowy

Buty wspinaczkowe – specjalny rodzaj butów stosowany we wspinaczce skalnej/sportowej. 
Buty wspinaczkowe poprzez swój kształt wymuszają odpowiednie ułożenie stopy, która umożliwia wykorzystanie małych elementów rzeźby skalnej – takich jak: stopnie, krawędzie, dziurki itd.
Buty zasadniczo można podzielić na kilka grup:
- ekstremalnie asymetryczne – najbardziej profilowane do środka stopy, tzn. linia pięta-paluch jest mocno wygiętym łukiem. Zazwyczaj posiadają też zakrzywiony w dół czubek, który znacząco ułatwia stawianie stopy stopniach w dużym przewieszeniu. Muszą mieć mocną i odpowiednio ukształtowaną piętkę do haczenia. Super precyzyjne, raczej wyczynowe i nie na każdą drogę (Nepa Spider, La Sportiva Testarossa, Evolv Predator)
- średnio asymetryczne twarde – mniej wykręcające stopę, wygodniejsze od super asymetrycznych, a dzięki twardej podeszwie pozwalają stawać na małe stopnie osobom o słabszym paluchu/śródstopiu. Dla zaawansowanych i średnio zaawansowanych, raczej na krawądki niż tarcie (Rock Pillars Zerocks, 5.10 Anasazi, La Sportiva Miura)
- średnio asymetryczne miękkie – bardzo dobrze działają na tarcie jak i stoją na krawędziach, radzą sobie w dziurkach. Dla średnio i mocno zaawansowanych (Rock Pillars Pearl, Rock Pillars Top Gun, La Sportiva Katana, Boreal Stingma)
- symetryczne – wygodne, dość sztywne, nie wymagają super silnej stopy, ale ich precyzja bywa słaba. Polecane dla początkujących i średnio zaawansowanych, a także na dość łatwe, ale długie drogi (5.10 Coyote, La Sportiva Mythos)

Dodatkowym kryterium podziału może być sposób mocowania butów na stopie. Tak więc mamy:
- buty wiązane (lace up) – dobrze trzymające stopę, pozwalają idealnie rozłożyć nacisk w odpowiednich miejscach, długo się je zakłada i ściąga; nawet po rozbiciu stosunkowo dobrze trzymają
- buty na rzepy (velcro) – mniej precyzyjnie mocowane (ale zazwyczaj kompensowane odrobinę inną konstrukcją pantofla), ale za to wygodnie i szybkie zakładanie, co jest ważne na boulderach czy na długich drogach; potrafią zrobić się za luźne do noszenia na ekstremalnych drogach
- buty wsuwane (baletki) – lekkie pantofle trzymające stopę dzięki gumie, dobrze dopasowane, z czasem robią się "kapciowate", idealne na bouldery czy panel

Podeszwy butów wspinaczkowych są wykonywane z gumy o wysokim współczynniku tarcia. Najbardziej znane rodzaje gumy to:
- Vibram – istnieje kilka jej rodzajów, stosowana przez wiele firm, m.in. Rock Pillars, La Sportiva, Mammut
- Stealth – kolejne generacje tej gumy pojawiają się w butach amerykańskiej firmy 5.10
- Trax – także w wielu odmianach, w butach Nepa
- Grippin – Rock Pillars
- FriXion – La Sportiva

Najbardziej znani producenci – 5.10 (USA), Evolv (USA), La Sportiva (Włochy), Red Chili (Niemcy), Rock Pillars (Czechy), Nepa (USA), Saltic (Czechy), Triop (Czechy), Boreal (Hiszpania), Mad Rock (USA).